# 20ミニュッツ (フランス)
20ミニュッツ（20 minutes, vingt minutes、ヴァン・ミニュッツ）は、フランスで発行されている、通勤者を対象とした無料日刊紙である。シブステッドが発行している。
イプソスとCESPによる調査によれば、パリ都市圏での発行部数は80万5000部、読者数は239万9000人である。発行社は、読者層は「伝統的な新聞をあまり読まない若い（15～40歳）都市市民」であると主張している。
フランスにおける20ミニュッツ紙は2002年3月15日にパリで創刊され、フランスの他の11の都市部に広がった。発行されているのは、マルセイユ、リヨン、トゥールーズ、ニース、ナント、ストラスブール、モンペリエ、ボルドー、リール、レンヌ、グルノーブル（都市の規模順）の各都市である。各都市の版には、全国共通面の他に地域ごとの面がある。
20ミニュッツ紙は、創刊以来フランスの無料紙市場をリードしてきた。
2014年3月、広告収入の減少（2013年には6%減）により、20ミニュッツ紙の競合紙であるMetronewsとDirect Matinを発行していたTF1とボロレが、20ミニュッツを買収して競合紙を20ミニュッツに統合すると発表した。
紙名は「20分」の意味で、通勤中の20分で読める新聞であることを意味する。同じ「20分」という意味のタイトルの無料日刊紙がスペインとスイスでも発行されている。スペインではスペイン語版による20ミヌートス(20 minutos)が、スイスでは、フランス語による20ミニュッツ(20 minutes)とドイツ語による20ミヌーテンが発行されている。